# Спиноріг королівський
Спинорі́г королі́вський (Balistes vetula) — морська риба роду Спиноріг родини спинорогових (Balistidae). Інші назви «королівська маточниця», «стара дружина» (через те, що спочатку дослідникам траплялися старі, зморшкуваті екземпляри), на Кубі називається «кочіно».

## Опис
Досягає довжини до 60 см. Голова велика. Очі середнього розміру, високо підняті. Рот помірний. Тулуб масивний, стиснутий з боків. Спинний плавець розділений на два, складається з 29—32 променів. Черевні плавці злилися і являють собою непарний потужний шип. Анальний плавець складається з 27—29 променів. Хвостовий плавець великий серпоподібний, з 2 довгими променями.
Забарвлення тулуба від зеленуватого до сіро-блакитного кольору, нижня частина голови і тулуба — жовто-помаранчевого кольору. Дві яскраво-блакитні смуги тягнуться від морди до основи грудних плавців, при цьому нижня переходить у блакитне кільце навколо губ. Від очей променеподібно розходяться короткі темні смужки. На хвостовому стовбурі є широка блакитна поперечна смуга. Верхня частина боків прикрашена тонкими, коричневими діагональними смугами.

## Спосіб життя
Тримається уздовж узбережжя зі скелястим і кам'янистим дном, на луках камки, трав'янистих ділянках, в коралових рифах на глибині від 5 до 50 м. Мешкає поодинці або в великих косяках. Живиться молюсками, равликами, різними ракоподібними, поліхетами, донними безхребетними, зокрема морськими їжаками, яких вони обдають струменем води, поки ті не перекинуться незахищеною нижньою частиною догори дригом.
Ікра відкладається на мілині, в ямки на піску. Самець охороняє її.
Тривалість життя становить 14—20 років.

## Розповсюдження
Поширена в західній частині Атлантичного океану: від штату Массачусетс (США) і Мексиканської затоки до узбережжя південної Бразилії; в східній частині Атлантики: від Азорських островів, Кабо-Верде до півдня Анголи і біля острова Вознесіння.

## Акваріумістика
Через великі розміри та агресивний характер зрідка тримають в акваріумах. Мінімальний обсяг останнього повинен бути 500 л, найоптимальніший — 2000 л. Температура 24—27 °C, pH 8.1-8.4 Годують креветками, кальмарами, молюсками, восьминогами.